# Felice Amati
Felice Amati (Roccasecca, 17 maggio 1762 – Napoli, 16 gennaio 1843) è stato un politico italiano.

## Biografia
Studiò giurisprudenza all'Università di Napoli. Dopo la laurea entrò nell'amministrazione pubblica del Regno delle Due Sicilie e fece parte della Giunta della Cassa sacra, l'ente straordinario istituito dopo il devastante terremoto del 1783 col compito di espropriare i beni ecclesiastici e immetterli sul mercato al fine di creare una proprietà privata diffusa, e soppresso nel 1796 dopo una gestione fallimentare. Avversò la Repubblica Napoletana (1799) e fu capo della segreteria del cardinale Ruffo. Nel successivo governo borbonico, Felice Amati fu funzionario del ministero delle finanze : nel gennaio 1803 fu nominato "presidente di Camera" dal ministro Zurlo e nell'aprile 1803 fu eletto referendario del Consiglio di finanza che era stato costituito dal nuovo ministro Francesco Seratti. Aderì comunque al regime di Giuseppe Bonaparte (1806) e nel novembre 1807 fu nominato membro della Commissione feudale, presieduta da Nicola Vivenzio, che era stata incaricata di verificare i titoli presentati dagli aristocratici per reclamare i loro diritto in riferimento alla legge 2 agosto 1806 di eversione della feudalità.
Dopo la Restaurazione Felice Amati rimase nell'amministrazione pubblica delle Due Sicilie e, per i suoi servizi, nel 1820 ottenne da Ferdinando I il titolo nobiliare di «marchese». Scoppiata la rivoluzione in questo stesso anno, l'Amati, considerato uomo di fiducia del Medici, fu chiamato a far parte del nuovo governo costituzionale come ministro delle finanze, assieme al Campochiaro, a Zurlo, da Ricciardi e Michele Carrascosa; ma si ritirò per motivi di salute. Ritornò al governo, come ministro dell'interno nel secondo ministero de' Medici, il 5 giugno 1822 e mantenne la carica fino al termine di quel governo (21 novembre 1830).